# Кути (Володимирський район)
Кути́ — село в Україні, у Локачинській селищній громаді Володимирського району Волинської області. Населення становить 108 осіб.

## Географія
Село розташоване на правому березі річки Луга.

## Історія
У 1906 році село Свинюської волості Володимир-Волинського повіту Волинської губернії. Відстань від повітового міста 55 верст, від волості 5. Дворів 51, мешканців 381.
12 червня 2020 року, відповідно до розпорядження Кабінету Міністрів України № 708-р «Про визначення адміністративних центрів та затвердження територій територіальних громад Волинської області», увійшло до складу Локачинської селищної територіальної громади.
19 липня 2020 року, в результаті адміністративно-територіальної реформи та ліквідації  Локачинського району, село увійшло до новоутвореного Володимир-Волинського району (від 18 липня 2022 Володимирського).

## Населення
Згідно з переписом УРСР 1989 року чисельність наявного населення села становила 181 особа, з яких 74 чоловіки та 107 жінок.
За переписом населення України 2001 року в селі мешкало 107 осіб.

### Мова
Розподіл населення за рідною мовою за даними перепису 2001 року:
| Мова       | Відсоток |
| ---------- | -------- |
| українська | 99,07 %  |
| білоруська | 0,93 %   |